# 土橋站 (愛媛縣)
土橋站（日语：／ Dobashi eki */?）是位於日本愛媛縣松山市的鐵路車站，隸屬於伊予鐵道（伊予鐵），車站編號為IY25，是50年代增設的通勤車站，以方便前往附近蔬果市場的乘客。唯現時市場早己不再存在，人流並不算多。

## 車站結構
車站建築於密集的民居中，現時使用中為第二代站舍，是經重建後於2014年2月22日投入使用，屬單層水泥建築物，面積較第一代縮小近半，但站舍仍設有站務員室、候車大堂、自動售票機、人手閘口、IC卡感應器、顯示班次的LED電視屏幕及洗手間，自動售票機於重開初期仍放置於站舍外的臨時有蓋售票亭，但約1個月後已改回放置於站舍內。同時也增設了折返式無障礙斜道。而原來約半座舊站舍的位置，則改為新的單車停泊場，取代因用作興建斜道的舊單車停泊處。
第一代站舍為木製單層建築，屬典型的日本國鐵時代近郊式車站站舍。左邊為候車大堂，中央位置放置了售票機，右邊近月台為服務窗口及閘口，而原站務室則長期用作內部用途及儲物室。
只有側式月台1座，為列車不能交換月台，有效長度為3輛。原來的閘口設於月台中間位置，改建後則稍為向土居田方向移前。月台上設有自動售賣機及候車座椅，而中央約1輛半車廂長度的月台附設有上蓋，另外因遷就隔鄰建築物過近的原因，向土居田方向約半輛長度的月台，寬度比其他的為窄。列車停靠時，往郡中港方向為右側上落；往松山市方向為左側上落。

### 月台配置
| 路線    | 方向 | 目的地           |
| ------- | ---- | ---------------- |
| ■郡中線 | 上行 | 松山市方向       |
| ■郡中線 | 下行 | 松前、郡中港方向 |

## 歷史
- 1953年4月15日：開業。
- 1962年2月1日：站內增設租車公司營業所。
- 1968年8月28日：第一次車站改善工程竣工。
- 1972年3月1日：站務委託化。
- 2013年12月：舊站舍拆卸及新站舍重建工程開始。
- 2014年2月22日：新站舎完成。
- 2025年3月18日：伊予鐵內所有郊外鐵道線均可使用ICOCA及全國交通系IC卡[4][5][6]。

## 相鄰車站
伊予鐵道
■ 郡中線
松山市（IY10）－土橋（IY25）－土居田（IY26）

## 外部連結
- 伊予鐵道土橋站公式網頁。 （页面存档备份，存于）